# Airport '96 - Ostaggi a bordo
Airport '96 - Ostaggi a bordo (Hijacked: Flight 285) è un film TV del 1996 diretto da Charles Correll.
Il film fu trasmesso negli Stati Uniti il 4 febbraio 1996 sulla ABC mentre in Italia fu trasmesso in onda in prima TV assoluta su Canale 5 il 23 luglio 1996, piazzandosi vincente al primo posto con ascolti record di Auditel con uno share di 4.427.000 spettatori.
Le riprese del film furono girate nel 1995 in Arizona.
Nel film recitarono anche Ally Sheedy e Anthony Michael Hall, due dei cinque protagonisti del famoso film Breakfast Club.

## Trama
Su un volo da Phoenix a Dallas, è presente un pluriomicida in trasferimento, scortato da due agenti. All'insaputa di tutti, ci sono anche due suoi complici; appena dopo il decollo i tre terroristi si impadroniscono dell'aereo, minacciando di farlo esplodere. Promettono di liberare gli ostaggi in cambio di 20 milioni di dollari e della libertà. A condurre la trattativa ci sono i due agenti dell'FBI che avevano catturato il pluriomicida.